# Смирнов, Олег Игоревич
Оле́г И́горевич Смирно́в (род. 8 августа 1967, Новая Каховка, Херсонская область, Украинская ССР, СССР) — государственный и политический деятель, деятель органов внутренних дел и государственной безопасности Приднестровской Молдавской Республики. Депутат Верховного совета Приднестровской Молдавской Республики IV созыва. Председатель Патриотической партии Приднестровья с 2006 по 2010. Председатель РПО «Социал-патриотический блок» с 2010.
Младший сын первого Президента Приднестровской Молдавской Республики Игоря Смирнова. Ранее рассматривался в качестве возможного преемника своего отца на посту Президента ПМР.

## Биография
Родился 8 августа 1967 в городе Новая Каховка Херсонской области Украинской ССР.
По окончании школы с сентября 1984 по август 1985 работал оператором автоматических линий на Ново-Каховском электромашиностроительном заводе. С сентября 1985 по ноябрь 1985 работал слесарем на Одесском опытно-экспериментальном заводе.
С ноября 1985 по январь 1988 проходил срочную службу в рядах Советской армии.
С апреля 1988 по октябрь 1991 работал водителем на заводе «Электромаш» в Тирасполе
С ноября 1991 по февраль 1992 проходил службу в органах внутренних дел Приднестровской Молдавской Республики.
С 1992 по 1997 учился в Академии ФСБ России по специальности «юриспруденция».
С 1992 по 2001 проходил службу в Министерстве государственной безопасности и Службе безопасности Президента Приднестровской Молдавской Республики. Так же в апреле 2000 в одном из сообщений пресс-центра МГБ ПМР фигурировал как военнослужащий Вооружённых сил Российской Федерации.
С ноября 2003 по 2004 — заместитель председателя правления АКБ «Газпромбанк» (Тирасполь). С 2004 по 2009 — председатель Совета акционеров АКБ «Газпромбанк».
С июня 2009 работал представителем Президента Приднестровской Молдавской Республики по вопросам социально-экономического взаимодействия с Российской Федерацией в ранге министра.

### Политическая деятельность
С 2005 по 2010 — депутат Верховного Совета Приднестровской Молдавской Республики IV созыва, член комитета по экономической политике, бюджету и финансам.
В 2006 избран Председателем Патриотической партии Приднестровья.
В 2009 году избран Председателем «Социал-патриотического блока».
В 2010 избран председателем движения «Патриоты Приднестровья», созданного вместо Патриотической партии, которая объединилась с Республиканской партией.
После объединения ППП и ПРП удалился из политики. Журналисты отмечают, что это произошло ещё до объединения, когда он перебрался вместе с женой в Москву.

## Уголовное преследование
В 2011 году Следственный комитет Российской Федерации выдвинул в отношение Олега Смирнова (являющегося гражданином Российской Федерации) обвинение в хищении 160 миллионов рублей, направленных в ПМР в качестве гуманитарной помощи. Смирнов не явился по повестке на допрос и СК России заявил о намерении принудительно доставить его для дачи показаний
В Российской Федерации в отношении Олега Смирнова возбуждено уголовное дело предусмотренное ч. 4 ст. 160 УК России (хищение чужого имущества путём присвоения и растраты, совершенное группой лиц по предварительному сговору, в особо крупном размере).
В ноябре 2011 года проведены обыски в российских компаниях принадлежащих Олегу Смирнову.
Предполагается что Следственный Комитет через Интерпол может объявить Олега Смирнова в международный розыск.

## Награды
Имеет награды ПМР:
- Орден «За личное мужество».
- Медаль «Защитник Приднестровья»;